# Dendrocolaptes platyrostris
El trepatroncos oscuro (Dendrocolaptes platyrostris), también denominado trepador oscuro (en Argentina, Paraguay y Uruguay), trepador chico de pico negro (en Argentina) o trepatronco arapasú, es una especie de ave paseriforme de la familia Furnariidae, subfamilia Dendrocolaptinae, perteneciente al género Dendrocolaptes. Es nativa del este de Sudamérica. 

## Distribución y hábitat
Se distribuye ampliamente desde el noreste de Brasil (está casi totalmente ausente de la cuenca amazónica), hacia el sur, hasta el este de Paraguay, noreste de Argentina, sur de Brasil y extremo noreste de Uruguay.
Esta especie es considerada bastante común en su hábitat natural: el estrato bajo de selvas húmedas, crecimientos secundarios y sus bordes, principalmente por debajo de los 1300 metros de altitud.

## Sistemática

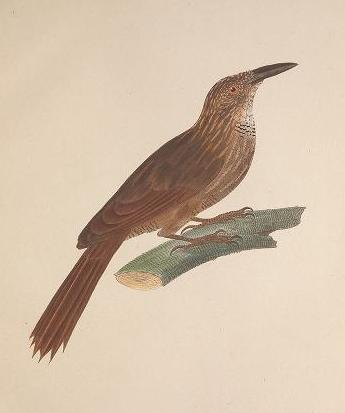
Dendrocolaptes platyrostris ilustración de Matthias Schmidt en Spix, Avium species novae, 1824.

### Descripción original
La especie D. platyrostris fue descrita por primera vez por el naturalista alemán Johann Baptist von Spix en 1824 bajo el mismo nombre científico; su localidad tipo es: «Río de Janeiro, Brasil».

### Etimología
El nombre genérico masculino «Dendrocolaptes» deriva del griego «δενδροκολαπτης dendrokolaptēs»: pájaro que pica los árboles, que se compone de las palabras «δενδρον dendron»: árbol y «κολαπτω kolaptō»: picar;  y el nombre de la especie «platyrostris», se compone de las palabras del latín «platys»: ancho, y «rostris»: de pico, significando «de pico ancho».

### Taxonomía
Es pariente próxima a Dendrocolaptes picumnus (algunas veces fue tratada como conespecífica) y a D. hoffmannsi, siendo similar a ambas en las características vocales y comportamentales; un estudio genético encontró que las tres forman un grupo monofilético, con poca diferencia genética entre ellas, son necesarios más estudios para justificar el rango de especies de estos taxones. La subespecie intermedius presenta significativas diferencias vocales con la nominal, pero las características del plumaje de ambas intergradan en el sureste de Brasil (este de São Paulo, sur de Goiás, Minas Gerais) y en el sur de Paraguay; el tratamiento como especies separadas no es respaldado por recientes estudios de variaciones genéticas y de plumaje.

### Subespecies
Según las clasificaciones del Congreso Ornitológico Internacional (IOC) y Clements Checklist/eBird v.2019 se reconocen dos subespecies, con su correspondiente distribución geográfica:
- Dendrocolaptes platyrostris intermedius Berlepsch, 1883 – noreste, centro y centro sur de Brasil, desde el sureste de Pará (Marabá), Maranhão, Ceará y oeste de Pernambuco hacia el sur hasta el sur de Mato Grosso, Mato Grosso do Sul, Minas Gerais y Bahía; también en el adyacente este de Paraguay (raramante más hacia el oeste).
- Dendrocolaptes platyrostris platyrostris Spix, 1824 – este y sureste de Brasil (sur de Bahía y este de Minas Gerais al sur hasta Rio Grande do Sul), también en el adyacente sureste de Paraguay, noreste de Argentina (Misiones, norte y este de Corrientes, este de Formosa, este de Chaco) y extremo noreste de Uruguay.